# 兵庫県道372号山下飾東線
兵庫県道372号山下飾東線（ひょうごけんどう372ごう やましたしきとうせん）は、兵庫県加西市から姫路市に至る一般県道である。

## 概要
加西市山下町から姫路市飾東町小原に至る。

### 路線データ
- 起点：加西市山下町（兵庫県道117号豊富北条線交点）
- 終点：姫路市飾東町小原（小原交差点、国道372号交点、兵庫県道515号小原宝殿停車場線起点）
- 総延長：5.056 km

## 路線状況

### 道路施設

#### 橋梁
- 福山橋（福住川、加西市）
- 界橋（賀茂川、加西市）
- 新地橋（天川、姫路市）

## 地理

### 通過する自治体
- 加西市
- 姫路市

### 交差する道路
| 交差する道路                            | 市町村名 | 交差する場所 | 交差する場所      |
| --------------------------------------- | -------- | ------------ | ----------------- |
| 兵庫県道117号豊富北条線                 | 加西市   | 山下町       | 起点              |
| 兵庫県道81号小野香寺線                  | 加西市   | 西剣坂町     | 剣坂交差点        |
| 兵庫県道373号大柳仁豊野線               | 加西市   | 大柳町       |                   |
| 国道372号 兵庫県道515号小原宝殿停車場線 | 姫路市   | 飾東町小原   | 小原交差点 / 終点 |

### 沿線
- 加西市立賀茂小学校